# Mecas obereoides
Mecas obereoides är en skalbaggsart som beskrevs av Bates 1881. Mecas obereoides ingår i släktet Mecas och familjen långhorningar.
Artens utbredningsområde är:
- Guatemala.
- Honduras.

Inga underarter finns listade i Catalogue of Life.